# Nicola d'Ulisse
Nicola d'Ulisse (fl. XV secolo) è stato un pittore italiano, attivo nella prima metà del XV secolo.

## Biografia

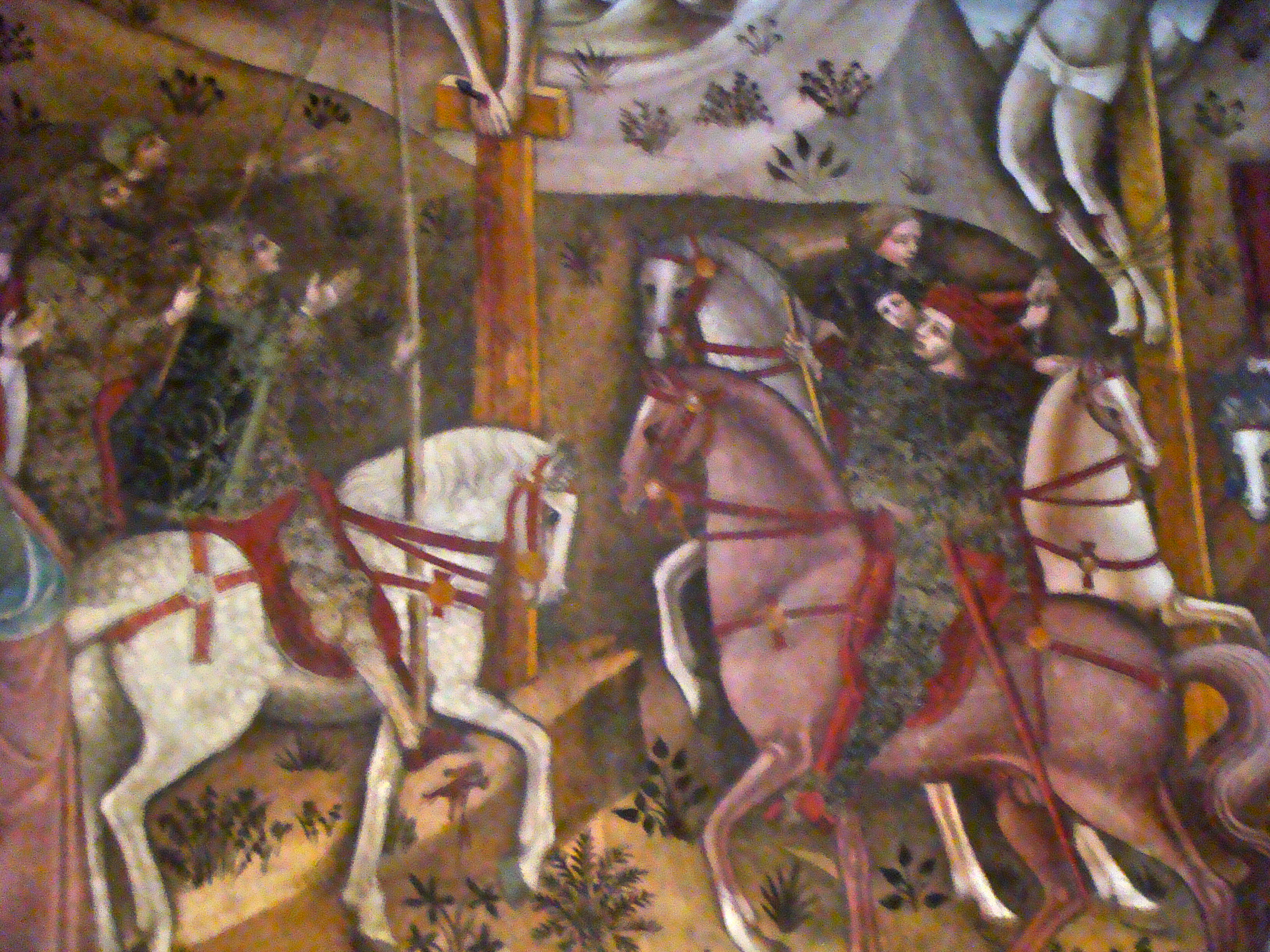
Ciclo di affreschi della passione di Cristo del Coro, Chiesa di Sant'Antonio abate, Cascia

Nicola d'Ulisse era di origine senese ed era probabilmente un miniatore; la sua attività giovanile è stata riconosciuta nelle miniature del Messale Casini, conservato nella Biblioteca Comunale di Siena, che son state datate tra il 1427 e il 1428. Tra il 1437 e il 1447 decorò il manoscritto Yeats-Thompson, ora conservato alla Biblioteca Municipale di Londra.
Nell'aprile 1442 la sua presenza è documentata a Norcia dove, a fianco di Bartolomeo di Tommaso, inizia a decorare la tribuna della chiesa di sant'Agostino. L'esperienza condizionò molto Nicola, che rimase poi per sempre legato al linguaggio figurativo di Bartolomeo. Sfortunatamente oggi rimane solo un frammento di tale decorazione, non attribuibile nello specifico a uno degli artisti che vi lavorò.
Due anni più tardi, sempre nella cittadina umbra, che era ormai diventata la sua patria adottiva, dipinse una ancona, ora perduta, per la chiesa di San Benedetto. In questi anni Nicola è impegnato anche nella decorazione della chiesa di Santa Scolastica a Norcia, un progetto voluto per rilanciare il culto benedettino in città. 
Nel 1452 era presente a Siena, dove dipinse una Assunta nel Palazzo Pubblico, di cui ora non restano tracce. Nel 1457 è presente nuovamente a Norcia, dove realizzò alcuni affreschi votivi per la chiesa di Sant'Agostino; quattro anni più tardi eseguì alcune Storie della vita di Cristo per la chiesa di Sant'Antonio di Cascia e una Deposizione dalla croce nella Collegiata di Santa Maria.
Tra il 1460 e il 1470 lavorò ad Ascoli Piceno e a Fermo e poi anche nei dintorni dell'Aquila. 
Nel 1466 Nicola si sposta a Campi, una frazione di Norcia, per la decorazione ad affresco della pieve di San Salvatore, sfortunatamente andata distrutta con il terremoto del 2016. In questo cantiere lavorò insieme ai fratelli Giovanni e Antonio Sparapane. Sono a lui attribuite la Madonna con Bambino in trono e la Discesa al Limbo. 
Altre sue opere quali una Croce a Sant'Eutizio e il Cristo Risorto ora nel Museo della Castellina di Norcia dimostrano la sua totale aderenza alla cultura figurativa umbra. Morì fra il 1476 e il 1477, molto probabilmente di peste.